# 木月洋介
木月 洋介（きづき ようすけ、1979年11月10日 - ）は、日本のフジテレビスタジオ戦略本部第3スタジオ制作センター企画担当部長。番組演出家・プロデューサー。東京大学経済学部卒業。神奈川県出身。

## 概要
子供の頃から「バラエティ番組」が好きで、作りモノの「コントバラエティ」が大好き。東京大学時代は「演劇サークル」に所属し「演者側」と「演出側」の両方を経験。「コントを作りたい」との想いでテレビ局を志望した。
2004年にフジテレビ入社後はバラエティ制作センターに配属となり、『FNS 27時間テレビ』『笑っていいとも！』『ココリコミラクルタイプ』『ピカルの定理』『フジ算』『ヨルタモリ』などの番組に携わった。2020年10月現在、編成制作局 制作センター第二制作室。『痛快TVスカッとジャパン』『今夜はナゾトレ』『キスマイ超BUSAIKU!?』『ネタパレ』『久保みねヒャダこじらせナイト』など、各バラエティ番組で企画・演出・プロデューサーを務める。

## 略歴
- 1979年、神奈川県生まれ。
- 1995年、桐朋中学卒業[1]。
- 1998年、桐朋高等学校卒業[1]。
- 1999年、予備校（浪人）生活を経て東京大学経済学部に入学。
- 2004年、大学卒業後にフジテレビジョン入社。『森田一義アワー 笑っていいとも!』と「ココリコミラクルタイプ」のADに配属[2]。
- 2009年、入社5年目から『笑っていいとも!』のディレクターに昇格[2]。
- 2011年、入社7年目でコント番組『ピカルの定理』を同期4人で立ち上げる[2]。
- 2012年、『久保みねヒャダこじらせナイト』を企画、放送開始。
- 2014年、『森田一義アワー 笑っていいとも!』最終回と『笑っていいとも!グランドフィナーレ感謝の超特大号』の演出を担当[3]。
- 2014年、『痛快TV スカッとジャパン』を企画、放送開始。
- 2016年6月28日付で編成制作局バラエティー制作センターから改称。
- 2016年、『今夜はナゾトレ』を企画、放送開始。同年に深夜番組からゴールデン帯に昇格[2]。
- 2017年7月1日付で制作局第2制作センターから再改称。
- 2018年5月21日より一部番組でチーフプロデューサーに昇格。
- 2019年7月1日付で編成局制作センター第2制作室から改称。
- 2021年、『新しいカギ』を企画、放送開始。
- 2023年6月28日付で編成制作局編成部異動により、今までプロデューサーとして担当していた番組の編成担当に就く。
- 2024年6月までは編成制作局編成部、その後編成総局編成局編成戦略センター編成部に改称。
- 2025年7月10日付で現職。

## 人物
- もともとテレビ局で働こうとは考えていなかった。大学で演劇をしていた関係でフジテレビに働いていた演劇サークルの先輩から声をかけてもらい受験[2]。
- 小・中学生の頃は『とんねるず』『ウッチャンナンチャン』『ダウンタウン』が大好き。特に「ウッチャンナンチャンのやるならやらねば」「ダウンタウンのごっつええ感じ」が好きで多大なる影響を受ける。フジテレビに入社したらコント番組をつくりたいと考えているキッカケとなった[2]。
- 高校時代は「文化祭」の運営に夢中。「企画」の楽しさに目覚めた。当時日本にまだ無かったスタバのような「低価格で本格コーヒーが飲める大人向けのお店」を企画し、PR映像を制作。3日間で3,000人の客が購買した。3年まで熱中したこともあり受験勉強に間に合わず浪人する[3]。
- 元々、東京大学志望ではなかった。たまたま高校が進学校で、そこの学校の卒業生は予備校の「東大コース」を無料で受講できた。無料だったので軽い気持ちで「東大コース」に入ってみた。当時の講師の先生が林修のような面白い授業で成績アップにつながる[3]。
- フジテレビ同期入社は高橋真麻、斉藤舞子、倉田大誠、浜崎綾、日置祐貴、福山晋司である。
- サイキック芸人のキックは桐朋高等学校の同級生で、フジテレビに入社しバラエティ制作センターでADを務めた共通点を持つ。しかし、キックは木月の入社前年に退社したため、フジテレビで同僚だった時期は無い。
- 担当番組うもれびとで武井壮を、『森田一義アワー 笑っていいとも!』で久保ミツロウをテレビに初出演させた[4]。
- 2015年、当時テレビ東京社員であった佐久間宣行プロデューサーを『久保みねヒャダこじらせナイト』にて初めて他局出演させた。
- 2016年、現役東大生であった謎解きクリエイター松丸亮吾と出会い、自身の企画番組『今夜はナゾトレ』にて「東大ナゾトレ」というコーナーを作り、テレビ初出演させた。書籍『東大ナゾトレ』は累計195万部のヒットシリーズとなる。
- 『笑っていいとも!』のディレクター時代は2011年秋にレギュラーになり、その後現代のフジっ子的存在になる指原莉乃(元HKT48兼STU48)の教育係となる。
- 濱野貴敏とタッグを組み「指原莉乃司会のAKB48の番組[5]」『痛快TV スカッとジャパン』『優しい人なら解ける クイズやさしいね』などを担当。
- 企画を考える際にタモリの口癖を意識している。「やる気のあるものは去れ」と口にして、その意味を本人に聞くと「やる気がある人は視野が狭く物事の中心しか見ない。一方でラクしようと思ってる人の方が、実は周辺で面白いことが起きていることに気づいている」と。面白いことっていうのはだいたい中心ではなく、周辺で発生している。その周辺がいつの間にかメジャーになって世の中を変えていく。それを拾い上げるのが大事だと。そのほうが予定調和じゃないものが生まれると笑いの哲学を持つ[2]。
- 「キスマイBUSAIKU!?」（現在は「キスマイ超BUSAIKU!?」）はジャニーズのKis-My-Ft2が「ジャニーズなのにブサイク」という噂が面白いなと。極限状態でかっこよさを求めて、素が出たり、失敗する彼らの魅力を映像に出したいと思ったのが番組発端のキッカケ[2]。
- ネタパレは芸人、ディレクターが育つお笑い番組を作ろうと思ったのがキッカケ。2016年頃は、若手が出られるお笑い番組が少なかった。「バラエティに力を入れてきたフジテレビこそ新しい人を世に出す場を持たないと！」という思いがあった[6]。

## 現在の担当番組
レギュラー
- 久保みねヒャダこじらせナイト（企画演出・チーフプロデューサー）[7]
- 今夜はナゾトレ（編成、2024年7月-）[8]
- ザ・共通テン!（企画）
- トークィーンズ（プロデューサー）

レギュラー特番
- 出川と爆問田中と岡村のスモール3（演出・チーフプロデューサー→総合演出・プロデュース、2018年12月22日 - ）[9]
- 上田晋也の芸人トーク検定（企画・演出・プロデュース→編成、2022年1月29日-）[10]
- ポップハライチ（企画・演出・プロデュース→企画・編成、2022年3月4日・3月8日・2023年8月10日）
- さしフワご相談ナイト（チーフプロデューサー→企画、2022年3月1日・9月15日）
- 藝大よ、地球を救え。（チーフプロデューサー→企画、 2023年6月1日・2023年11月26日）
- 芸能界特技王決定戦 TEPPEN（編成、2023年8月12日）
- 中居正広の芸能人!お友達呼んで来ましたグランプリ（企画、2023年10月28日・2024年5月11日）
- 堂本兄弟スペシャル（編成、2023年12月25日）
- ドレミファドン！（編成、2024年1月4日）
- IPPONグランプリ（編成、2024年2月3日）
- トラベラーズ・ハイ（企画、2024年4月3日より）
- 国民的アニメの祭典（企画、2024年7月13日、11月26日）
- 世界！爽快！映像GP（企画、2024年7月23日、10月12日、10月17日）
- タビフクヤマ（総合演出・チーフプロデューサー→企画、2024年10月4日）
- 長嶋一茂の人生のカウントダウン（企画、2024年11月16日）
- ミキティダイニング（企画、2024年11月30日、12月7日）

## 過去の担当番組
レギュラー
- 水10!
  - ワンナイR&R（AD）
  - ココリコミラクルタイプ（AP）
- 森田一義アワー 笑っていいとも!（ディレクター・演出、以前はAP）
- ショーパン （AP）
- カトパン（ディレクター）
- 芸能人こだわり王講座 イケタク（演出）
- フジ算（×ピース「綾部先生と又吉先生」ディレクター）
- ピカルの定理（ディレクター）
- ナダールの穴（ディレクター）
- うもれびと（演出）
- キスマイBUSAIKU!?（編成）[11]
- ヨルタモリ（演出）
- 人気者から学べ そこホメ!?（企画・演出）
- 指原カイワイズ（監修）
- 〜おバカな大人マジリスペクト!〜人生のパイセンTV（プロデューサー）
- 優しい人なら解ける クイズやさしいね（企画・演出）
- 超逆境クイズバトル!! 99人の壁（チーフプロデューサー）
- 痛快TV スカッとジャパン（企画・演出・チーフプロデューサー）[12]
- ネタパレ（総合演出・チーフプロデューサー）[13]
- 新しいカギ（総合演出）[14]
- あしたの内村!!（企画・演出）[15]
- 私のバカせまい史（編成）[16]
- 街グルメをマジ探索!かまいまち（編成）[17]
- ハチミツ!!（編成）

特番
- 笑っていいとも!特大号（2011年 - 演出、以前はAP → ディレクター）
  - 夜の笑っていいとも!春・秋のドラマ特大号（ディレクター）
  - 笑っていいとも!グランドフィナーレ感謝の超特大号（演出）
- FNS27時間テレビ
  - FNS27時間テレビ 笑っていいとも!真夏の超団結特大号!!徹夜でがんばっちゃってもいいかな?（ディレクター）
  - 武器はテレビ。SMAP×FNS27時間テレビ（本部ディレクター）
  - FNS27時間テレビフェスティバル!（総合演出）
- タモリのヒストリーX（AP）
- 中居正広の(生)スーパードラマフェスティバル（AP）
- 草彅剛の女子アナスペシャル（演出、以前はディレクター）
- AKB48選抜総選挙生放送SP（総合演出）
- FNS5000番組10万人総出演! がんばった大賞（総合演出）
- 何歳の!?偉人伝（2012年9月11日、演出）
- 武井壮40歳 世界マスターズ陸上に挑戦（2013年11月10日、演出・プロデューサー）
- とんぱちオードリー（2014年10月13日 - 2016年10月5日、プロデューサー）
- ウタフクヤマ（2015年10月4日 - 2018年1月5日、演出）
- なるほど!ザ・ワールド スペシャル（2015年秋 - 2018年冬、VTR演出 → 演出監修）
- 最強運芸能人決定戦。（2017年1月1日 - 2018年1月1日、総合演出）
- 世界の21世紀職人（チーフプロデューサー・演出、2017年9月  ）[18]
- ウンナン出川バカリの超!休み方改革（演出・チーフプロデューサー、2018年5月 - ）[19]
- 初対面トークショー!! 内村カレンの相席どうですか（演出・チーフプロデューサー、2018年7月 - ）
- さまぁ〜ずのJK-TV 大人の正解vs女子高生の正解（チーフプロデューサー、2018年12月21日  ）
- バナナバカリの毒だし女新年会（プロデューサー、2019年1月1日）
- 世界で一番怖い答え（2019年8月17日 - ）
- 人間性暴露ゲーム 輪舞曲〜RONDO〜（企画・演出・チーフプロデューサー、2019年10月 - ）[20]
- 爆笑問題の天国が地獄（演出、2019年12月27日  ）
- 宮下草薙のポジティブ学（チーフプロデューサー、2019年12月26日  ）
- テレビ特区（演出・チーフプロデューサー、2019年12月30日  ）
- 開運!!バナナバカリぶらり（チーフプロデューサー、2020年1月1日）
- 前人未答〜過酷すぎて誰もやらない挑戦〜（チーフプロデューサー、2020年1月1日  ）
- アンタッチャブルのおバカワいい映像バトル（演出監修・プロデューサー、2020年3月17日 - ）[21]
- 数字でわかる芸能人 数字の神様（演出・チーフプロデューサー、2020年4月1日  ）
- 参りました!貧ぼっちゃまの大発明（チーフプロデューサー、2020年7月24日 ）
- 松丸くんの冒険!ナゾトキ大学!!（企画・演出・プロデューサー、2020年9月5日 - ）
- 千鳥の対決旅（企画・演出・プロデュース、2020年11月29日 - ）
- それ古いっすよ!サンドさん（企画・演出・プロデューサー、2020年12月26日 - ）
- PIKOOOON（演出監修・プロデューサー、2021年1月1日 - ）
- 芸人サバイバルトーク! 上田に火をつけろ（企画・演出・プロデューサー、2021年4月10日）[22]
- バナナバカリの初芸人（企画・プロデュース、2021年7月4日 - ）[23]
- 上田晋也VS人気芸人トーク検定（企画・演出・プロデューサー、2021年10月22日）
- バチくるオードリー（企画・演出・プロデュース、2021年11月10日・11月17日 - ）[24]

## 出演

### テレビ番組
- ツギクル芸人グランプリ（フジテレビ） - 審査員

## 関連書籍
- 『東大ナゾトレ AnotherVisionからの挑戦状 第1巻』（2017年、扶桑社）　ISBN 978-4594077181
- 『東大ナゾトレ AnotherVisionからの挑戦状 第2巻』（2017年、扶桑社）　ISBN 978-4594077549
- 『東大ナゾトレ AnotherVisionからの挑戦状 第3巻』（2017年、扶桑社）　ISBN 978-4594078584
- 『東大ナゾトレ AnotherVisionからの挑戦状 第4巻』（2018年、扶桑社）　ISBN 978-4594079079
- 『東大ナゾトレ AnotherVisionからの挑戦状 第5巻』（2018年、扶桑社）　ISBN 978-4594079796
- 『東大ナゾトレ AnotherVisionからの挑戦状 第6巻』（2018年、扶桑社）　ISBN 978-4594080334
- 『東大ナゾトレ AnotherVisionからの挑戦状 第7巻』（2018年、扶桑社）　ISBN 978-4594081218
- 『東大ナゾトレ AnotherVisionからの挑戦状 第8巻』（2019年、扶桑社）　ISBN 978-4594081508
- 『東大ナゾトレ AnotherVisionからの挑戦状 第9巻』（2019年、扶桑社）　ISBN 978-4594081751
- 『東大ナゾトレ AnotherVisionからの挑戦状 第10巻』（2019年、扶桑社）　ISBN 978-4594082215
- 『東大ナゾトレ SEASON II 第1巻』（2019年、扶桑社）　ISBN 978-4594083519
- 『東大ナゾトレ SEASON II 第2巻』（2020年、扶桑社）　ISBN 978-4594084301